# Rudawy Janowickie

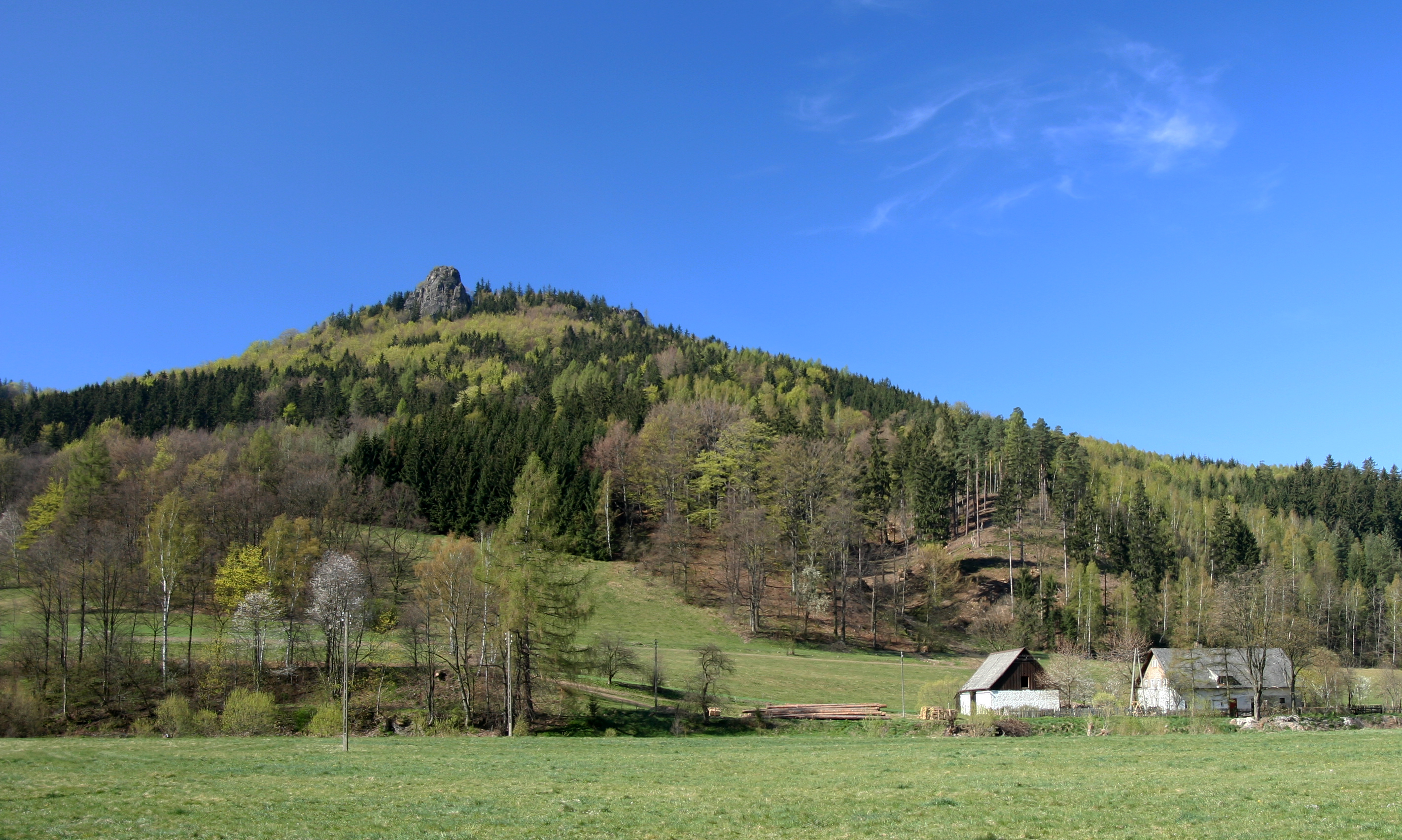
Sokolik ở Rudawy Janowickie nhìn từ Trzcińsko.

Rudawy Janowickie hoặc Landeshut Ridge (tiếng Đức: Landeshuter Kamm, tiếng Séc: Janovické rudohoří) là một dãy núi thuộc Sudetes ở Ba Lan.
50°48′B 15°54′Đ / 50,8°B 15,9°Đ